# Бонавіста
Бонавіста (англ. Bonavista) — містечко в Канаді, у провінції Ньюфаундленд і Лабрадор.

## Населення
За даними перепису 2016 року, містечко нараховувало 3448 осіб, показавши скорочення на 3,9%, порівняно з 2011-м роком. Середня густина населення становила 109,4 осіб/км².
З офіційних мов обидвома одночасно володіли 45 жителів, тільки англійською — 3 320. Усього 10 осіб вважали рідною мовою не одну з офіційних.
Працездатне населення становило 56,7% усього населення, рівень безробіття — 27,1% (33,1% серед чоловіків та 19,9% серед жінок). 90,9% осіб були найманими працівниками, а 5,2% — самозайнятими.
Середній дохід на особу становив $33 264 (медіана $26 123), при цьому для чоловіків — $38 906, а для жінок $27 877 (медіани — $32 474 та $22 323 відповідно).
29,8% мешканців мали закінчену шкільну освіту, не мали закінченої шкільної освіти — 34,1%, 36,2% мали післяшкільну освіту, з яких 19,1% мали диплом бакалавра, або вищий.
| Статево-вікова структура населення | Статево-вікова структура населення | Статево-вікова структура населення | Статево-вікова структура населення | Статево-вікова структура населення |
| ---------------------------------- | ---------------------------------- | ---------------------------------- | ---------------------------------- | ---------------------------------- |
|                                    |                                    |                                    |                                    |                                    |
| Всього                             | Всього                             | 48,6%51,4%                         |                                    |                                    |
| 0 — 14 років                       | 0 — 14 років                       |                                    | 12%                                | 12%                                |
| 15 — 64 років                      | 15 — 64 років                      |                                    | 62,9%                              | 62,9%                              |
| 65 і більше                        | 65 і більше                        |                                    | 25,1%                              | 25,1%                              |
| 85 і більше                        | 85 і більше                        |                                    | 3,6%                               | 3,6%                               |
| 100 і більше                       | 100 і більше                       |                                    | 0,1%                               | 0,1%                               |
| Середній вік (років)               | Середній вік (років)               | 46,449,3                           | 47,9                               | 47,9                               |
| Медіана (років)                    | Медіана (років)                    | 50,552,0                           | 51,1                               | 51,1                               |
| — чоловіки — жінки                 |                                    |                                    |                                    |                                    |

| Походження мешканців:     | Походження мешканців:     | Походження мешканців: | Походження мешканців: | Походження мешканців: |
| ------------------------- | ------------------------- | --------------------- | --------------------- | --------------------- |
| Походження                |                           |                       | осіб                  | %                     |
| Корінні американці        | Корінні американці        |                       | 60                    | 1.81%                 |
| Інше північноамериканське | Інше північноамериканське |                       | 2 240                 | 67.57%                |
| Європейське               | Європейське               |                       | 1 560                 | 47.06%                |
| британське                | британське                |                       | 1 520                 | 45.85%                |
| французьке                | французьке                |                       | 40                    | 1.21%                 |
| Азійське                  | Азійське                  |                       | 15                    | 0.45%                 |

| Зайнятість населення за галузями (за класифікацією NOC): | Зайнятість населення за галузями (за класифікацією NOC): | Зайнятість населення за галузями (за класифікацією NOC): | Зайнятість населення за галузями (за класифікацією NOC): | Зайнятість населення за галузями (за класифікацією NOC): |
| -------------------------------------------------------- | -------------------------------------------------------- | -------------------------------------------------------- | -------------------------------------------------------- | -------------------------------------------------------- |
|                                                          |                                                          |                                                          |                                                          |                                                          |
| Управління                                               | Управління                                               |                                                          | 5,4%                                                     | 5,4%                                                     |
| Бізнес, фінанси та адміністрування                       | Бізнес, фінанси та адміністрування                       |                                                          | 6,7%                                                     | 6,7%                                                     |
| Природничі та прикладні науки                            | Природничі та прикладні науки                            |                                                          | 1,9%                                                     | 1,9%                                                     |
| Охорона здоров'я                                         | Охорона здоров'я                                         |                                                          | 10,2%                                                    | 10,2%                                                    |
| Освіта, правозахист, муніципальні та урядові служби      | Освіта, правозахист, муніципальні та урядові служби      |                                                          | 12,4%                                                    | 12,4%                                                    |
| Мистецтво, культура, відпочинок та спорт                 | Мистецтво, культура, відпочинок та спорт                 |                                                          | 1,9%                                                     | 1,9%                                                     |
| Роздрібна торгівля та послуги                            | Роздрібна торгівля та послуги                            |                                                          | 14,9%                                                    | 14,9%                                                    |
| Гуртова торгівля, транспорт та обладнання                | Гуртова торгівля, транспорт та обладнання                |                                                          | 21,6%                                                    | 21,6%                                                    |
| Природні ресурси, сільське господарство                  | Природні ресурси, сільське господарство                  |                                                          | 11,1%                                                    | 11,1%                                                    |
| Виробництво                                              | Виробництво                                              |                                                          | 13,3%                                                    | 13,3%                                                    |

## Клімат
Середня річна температура становить 4,5°C, середня максимальна – 19,1°C, а середня мінімальна – -11,2°C. Середня річна кількість опадів – 1 146 мм.
| Клімат поселення                              | Клімат поселення | Клімат поселення | Клімат поселення | Клімат поселення | Клімат поселення | Клімат поселення | Клімат поселення | Клімат поселення | Клімат поселення | Клімат поселення | Клімат поселення | Клімат поселення | Клімат поселення |
| Показник                                      | Січ.             | Лют.             | Бер.             | Квіт.            | Трав.            | Черв.            | Лип.             | Серп.            | Вер.             | Жовт.            | Лист.            | Груд.            |                  |
| Середній максимум, °C                         | −0,88            | −1,22            | 2,25             | 6,90             | 11,31            | 15,88            | 18,80            | 19,09            | 15,44            | 10,59            | 5,94             | 0,47             |                  |
| Середня температура, °C                       | −5,85            | −6,18            | −2,72            | 1,94             | 6,36             | 10,90            | 15,29            | 15,59            | 11,93            | 7,07             | 2,43             | −3,04            |                  |
| Середній мінімум, °C                          | −10,81           | −11,15           | −7,68            | −3,02            | 1,38             | 5,95             | 11,79            | 12,09            | 8,43             | 3,57             | −1,08            | −6,54            |                  |
| Норма опадів, мм                              | 102              | 103              | 98               | 86               | 77               | 83               | 75               | 81               | 104              | 116              | 111              | 110              |                  |
| Середньомісячна швидкість вітру, м/с          | 6.85             | 6.60             | 6.31             | 5.99             | 5.42             | 5.12             | 4.89             | 4.95             | 5.48             | 6.11             | 6.42             | 6.95             |                  |
| Середньомісячна сонячна радіація, кДж/м²·день | 3722             | 6609             | 10472            | 14050            | 17139            | 19001            | 19045            | 15978            | 11795            | 6917             | 3936             | 2846             |                  |
| --------------------------------------------- | ---------------- | ---------------- | ---------------- | ---------------- | ---------------- | ---------------- | ---------------- | ---------------- | ---------------- | ---------------- | ---------------- | ---------------- | ---------------- |
| Джерело:                                      |                  |                  |                  |                  |                  |                  |                  |                  |                  |                  |                  |                  |                  |